# Bitva u Ridgefieldu
Bitva u Ridgefieldu (anglicky: Battle of Ridgefield) byla bitva a následná řada potyček mezi americkými a britskými silami během americké revoluční války. Hlavní bitva se odehrála u vesnice Ridgefield v Connecticutu dne 27. dubna 1777. Další potyčky se odehrály příští den mezi Ridgefieldem a pobřežím poblíž Westportu v Connecticutu.

## Přípravy na boj
Dne 25. dubna 1777 dorazila mezi Fairfiel a Norwalk (nyní Westport) britská armáda pod vedením newyorského královského guvernéra generála Williama Tryona. Pochodovali do Danbury, kde zničili zásoby kontinentální armády poté, co přemohli malou vojenskou posádku. Informace o Britech v Danbury se v Connecticutu dostali k velitelům milicí. Generálmajor David Wooster, brigádní generál Gold Selleck Silliman a brigádní generál Benedict Arnold povolali zhruba 700 vojáků kontinentální armády a bojovníky milicí aby se postavili proti útočníkům. Nedostali se sice do Danbury včas, aby se zabránili zničení zásob, ale rozhodli se napadat Brity během jejich návratu na pobřeží.
Kontinentální armáda pod vedením generála Woostera dvakrát zaútočila na Tryonův zadní voj během jejich pochodu na jih dne 27. dubna. Generál Wooster byl při druhém střetnutí smrtelně zraněn a o pět dní později zemřel. K hlavní bitvě došlo v Ridgefieldu, kde několik set vojáků milic pod Arnoldovým velením čelilo Britům; ti je sice přinutili utíkat hlavní ulicí města, ale přesto se Američanům podařilo způsobit Britům ztráty. Dorazila posila dalších vojáků milice a další den Američané pokračovali v napadání Britů vracejících se na Compo Beach ve Westportu, kde na ně čekala jejich flotila. Arnold seskupil milice a nějaké dělostřelectvo, aby se postavil proti Britům poblíž jejich kotviště, ale jeho pozice byla napadána z obou stran a jeho síla byla ničena dělostřelectvem a bajonetovými útoky.
Bitva byla pro britské síly taktickým úspěchem, ale napadení Ridgefieldu zvýšilo podporu Patriotů v Connecticutu.

## Pozadí
Connecticut se v prvních dvou letech americké revoluční války konfliktu vyhýbal, a to i přesto, že v dubnu 1775 se do války zapojil sousední Massachusetts. Hlavní město státu New York, město New York v roce 1775 obsadila britská armáda a na podzim 1776 se rozhořela válka v New Jersey. Generálmajor William Howe velel britským silám v New Yorku a vypracoval plán na rok 1777. Hlavním cílem byl útok a obsazení amerického hlavní města Filadelfie. Podle plánu síla bránící New York před Američany měla zahrnovat brigádu 3 000 provinčních vojsk pod vedením bývalého newyorského královského guvernéra Williama Tryona, který byl na jaře 1777 dočasně povýšen na „hlavního generála provincií“. V Howeově plánu bylo i povolení pro Tryona operovat buď na řece Hudson nebo „vstoupit do Connecticutu, a to podle okolností“. Tryon velel jedné z prvních operací sezóny, útok na sklad zásob kontinentální armády v Danbury v Connecticutu. Howe se dozvěděl o existenci skladu prostřednictvím britského špióna Guye Johnsona (byl to irský rodák a královský diplomat během americké války za nezávislost. Jako mladý muž se přestěhoval do provincie New York a spolupracoval se strýcem Sirem Williamem Johnsonem, britským superintendantem pro indiánské záležitosti v severních koloniích). Povzbuzen byl také jistým úspěchem dřívějšího útoku proti základně kontinentální armády v Peekskill v New Yorku. Pro útok byla sestavena flotila skládající se z 12 transportních a jedné nemocniční lodi a dalších malých plavidel, vše pod velením kapitána Henryho Duncana.
Nalodilo se 1 500 vojáků pravidelné armády ze 4., 15., 23., 27., 44. a 64. pluku, 300 Loyalistů z regimentu Prince of Wales American Regiment pod velením Montforta Browneho a z malého kontingentu „17th Light Dragoons“. Vrchními veliteli byli generál Sir William Erskine, 1. baronet a brigádní generál James Agnew. Velení celé operace bylo svěřeno generálu Williamu Tryonovi. Flotila odplula z New Yorku 22. dubna 1777.

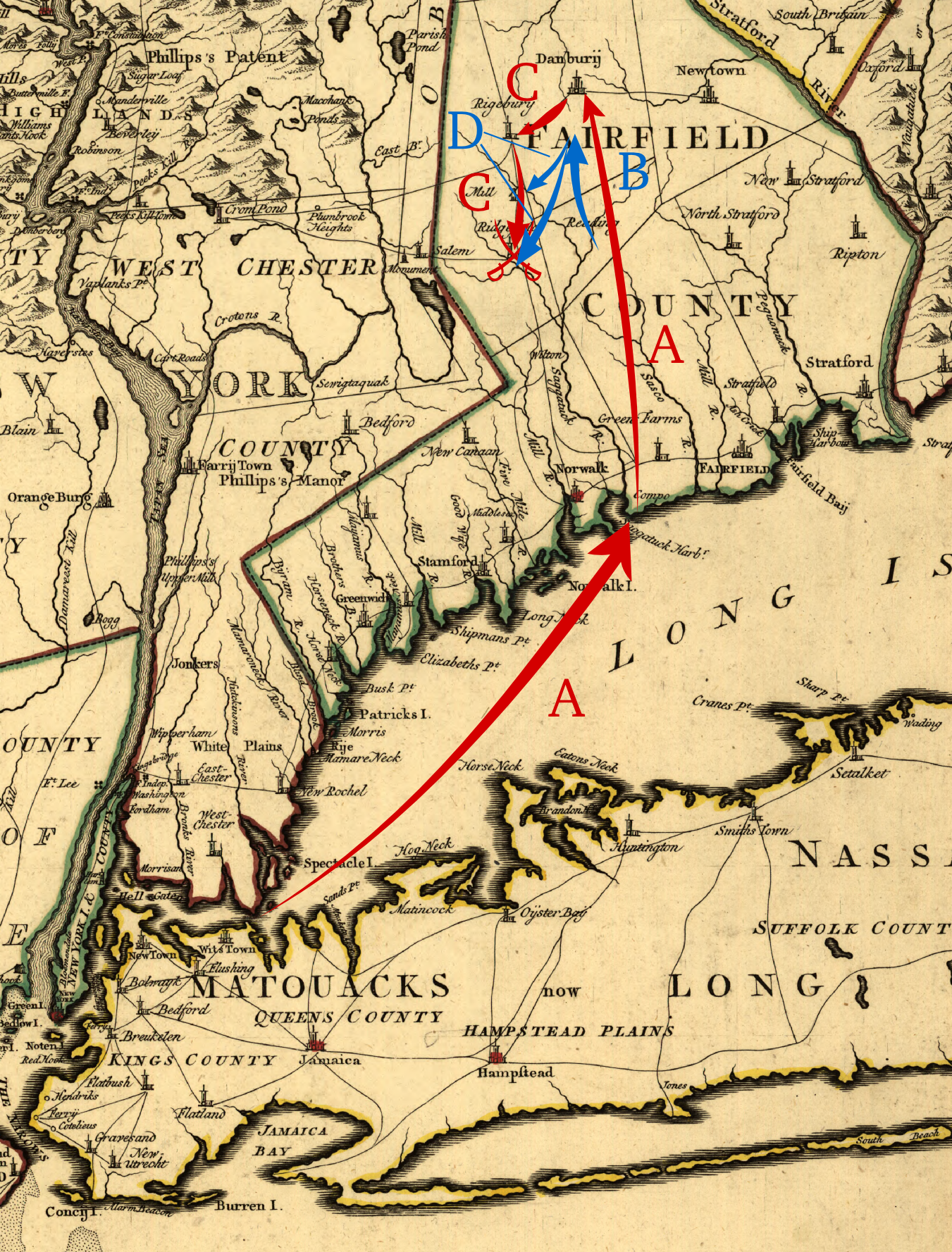
Mapa z roku 1780 ukazující přesuny před bitvou:
A: Britský přesun do Danbury
B: Americká pochod směrem k Danbury
C: Britský přesun směrem k Ridgefieldu
D: Americký přesun směrem k Ridgefield (horní šipka: generál Wooster, dolní šipka: generál Arnold)

Sklad vojenského materiálu v Danbury byl založen v roce 1776 na základě objednávky druhého kontinentálního kongresu, a především sloužil pro síly operující v údolí řeky Hudson. V dubnu 1777 armáda začala shromažďovat armádu pro boje v tomto roce. V Danbury bylo asi 50 vojáků kontinentální armády a 100 bojovníků místních milic pod velením plukovníka Josepha Platta Cookeho..

## Dunbary
Komodor Duncan zakotvil se svou flotilou 25. dubna u ústí řeky Saugatuck. Tryon se svými jednotkami se vylodil na východním pobřeží na místě zvaném Compo Point ve Westportu v Connecticutu, který byl v té době stále součástí Fairfieldu. Britové se přesunuli asi 13 km do vnitrozemí, zřídili tábor ve Westonu a brzy odpoledne dorazili do Danbury. Po celou dobu pochodu na ně střílely americké milice a snažily se zpomalit jejich postup. Cookeovi vojáci odpochodovali do Dunbary aby zachránili zásoby. V potyčkách zabili nejméně tři Brity a dva zajali. Brzy ráno před odchodem Britové zničili mimo jiné 4 000 až 5 000 sudů vepřového, hovězího a mouky, 5 000 párů bot, 2 000 bušlů zrna a 1600 stanů; vojska také spotřebovala značné množství rumu. Domy konzervativců měly na svých komínech označení aby se vyhnuly vypálení.
Britská flotila byla poprvé spatřena, když míjela Norwalk. Ještě než se vojáci vylodili Američané vyslali posly Patriotů s varováním pro obyvatele Danbury a vůdce místních milicí. Generálmajor David Wooster a brigádní generál Benedict Arnold byli v New Haven, když k nim 26. dubna dorazili poslové a Wooster okamžitě poslal místní milice do Fairfieldu. Když Wooster s Arnoldem dorazili do Fairfieldu, dozvěděli se, že generál Silliman, velitel milicí okresu Fairfield, již odešel do Reddingu v Connecticutu s rozkazy, aby se všichni vojáci milicí dostavili do nejrychleji do Danbury. Tam se okamžitě vydal i Wooster s Arnoldem. Silliman shromáždil asi 500 členů milicí a 100 vojáků kontinentální armády. Informace o napadení města byla vyslána až do Peekskill, kde Alexander McDougall, vrchní generál kontinentální armády, začal mobilizovat své vojáky. Bylo nutno být v pohotovosti pro případ že by Tryon zaútočil na Westchester County ve státě New York. Jednotky se daly na pochod směrem k Danbury i přes silný déšť. Do 23 hodin vojáci dorazili pouze k Bethelu v Connecticutu, asi 2 km (3 km) od Danbury. Pro silný déšť jim zvlhl střelný prach, což znemožňovalo bitvu, takže zde přenocovali, místo aby pochodovali dále k Danbury.

## Ridgefield

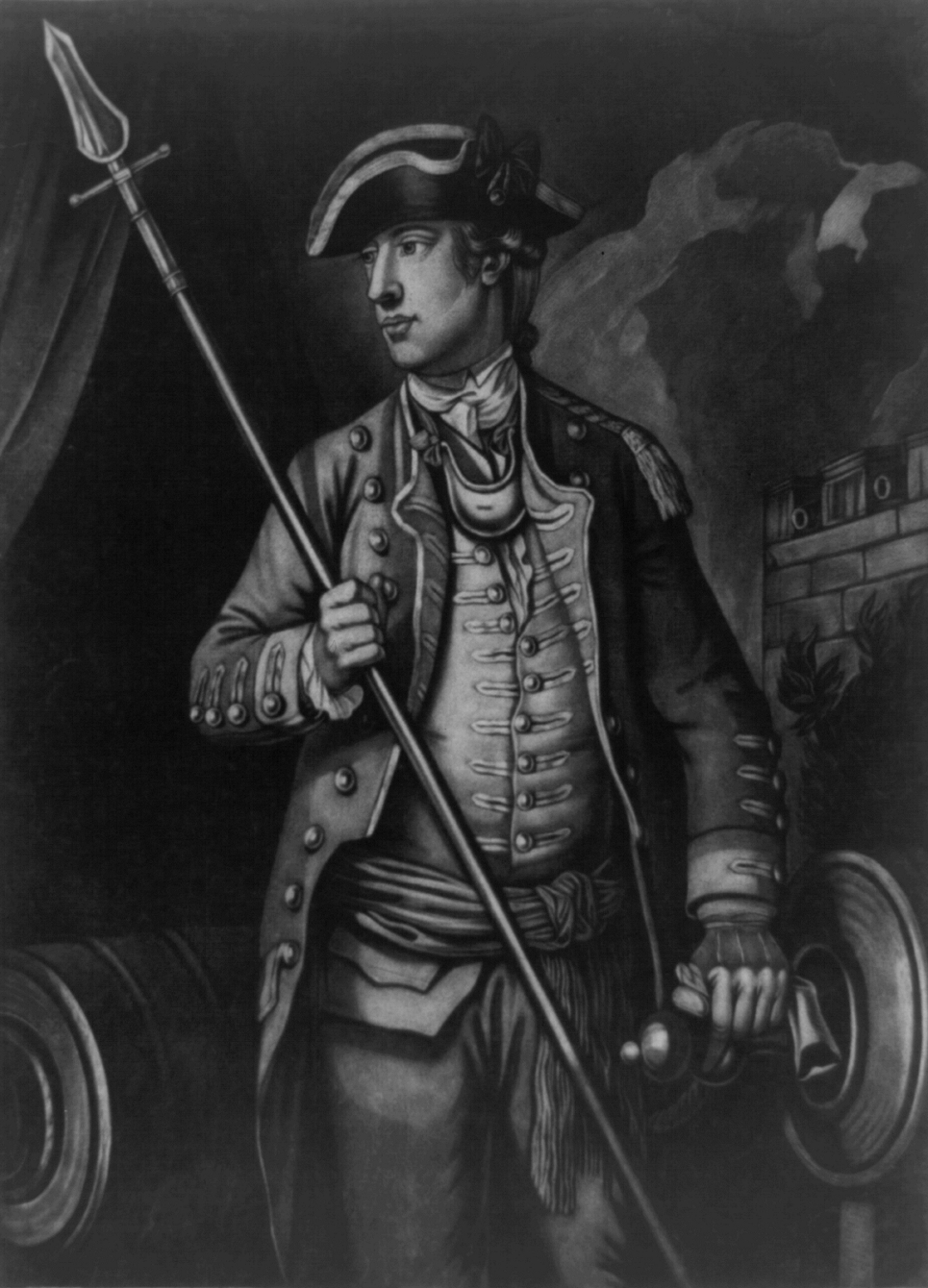
Umělecké pojetí portrétu Davida Woostera (1776 mezzotinta, autor Thomas Hart)

Tryon byl upozorněn na přítomnost Američanů v Bethelu kolem 1 hodiny ráno 27. dubna. Rozhodl se změnit plán, nezůstat ve městě další den. Vzbudil své vojáky, nařídil vypálit domy Patriotů; celkem bylo zničeno více než dvacet domů. S počínajícím úsvitem vojáci opustili Danbury a pochodovali na jih směrem k vesnici Ridgefield ve snaze vyhnout se vojsku generála Woostera. Generál Wooster doufal, že se mu podaří zpomalit Tryona než dorazí posily. Hlavní síla, asi 400 mužů, pochodovala s generály Arnoldem a Sillimanem do Ridgefieldu, kde se k nim připojila stovka vojáků milicí. Narychlo stavěli barikády v ulicích. Generál Wooster pronásledoval Brity se zbývajícími 200 vojáky a za pomoci místních Patriotů. Vytvářeli zábrany, zpomalovali návrat útočníků k lodím, včetně zničení přinejmenším jednoho mostu. Wooster využil momentu překvapení a zaútočil na Tryonův zadní voj, když se kolona zastavila na snídani asi 4,8 km severně od města Ridgefield a zabil nejméně dva britské vojáky a zajal nejméně čtyřicet mužů. Poté ustoupil do blízkého lesa. Znovu to zkusil o hodinu později, ale to už byli Britové připraveni, měli rozmístěna tři děla. 67letý generál Wooster byl smrtelně zraněn v okamžiku kdy křičel: "No tak, chlapci! Jsme asi 2 míle (3,2 km) od centra města Ridgefield!" Bez velení ovšem jeho nezkušené milice propadly zmatku. Wooster zemřel o pět dní později v Danbury v domě Nehemiaha Dibble, jehož dům také sloužil jako dočasný byt generála Tryona v Danbury. Woosterova poslední slova byla zaznamenána takto: "Umírám, ale se silnou nadějí a přesvědčením, že moje země získá nezávislost." Woosterovy útoky na britské vojáky snažící se dostat do přístavu poskytly Arnoldovi a Sillimanovi dostatek času na přípravu obranných pozic v Ridgefieldu.
Britové dorazii k barikádám na severním konci centra města Ridgefield někdy po poledni. Po hodinové dělostřelecké palbě na barikády vyslal Tryon průzkumníky, aby otestoval americké pozice. Generál Silliman takovou akci předvídal, poslal posily, které zadržely první náraz. Tryon převyšoval bojovou sílu Patriotů v poměru více než tři ku jedné, a proto se rozhodl zaútočit na všech třech frontách včetně jednotky se šesti sty muži pod krytím dělostřelecké palby. Útoku proti barikádě velel generál William Erskine. Tryon nařídil generálovi Agnewovi, aby vyslal střelce, jejichž soustředěná palba by barikádu narušila. Po proražení barikády Britové pronásledovali Patrioty po celé délce hlavní ulice a nakonec získali kontrolu nad městem. Na příkaz generála Arnolda Američané s 12 mrtvými a 24 zraněnými ustoupili. Během ústupu se generál Arnold ocitl mezi svými muži a postupující nepřátelskou četou. Jeho kůň byl zasažen devíti střelami z muškety. Kůň upadl a Arnold zůstal bezmocně zamotaný ve třmenech. Jeden britský voják ho vyzval, aby zavolal že se vzdává. Ale Arnold zakřičel „Ještě ne“ a toho vojáka zastřelil. Poté utekl ke své jednotce s lehce zraněnou nohou. Celé toto střetnutí trvalo asi patnáct minut.

## Britský návrat klodím
Po noci strávené jižně od Ridgefieldu britské síly město opustily a nechaly v plamenech šest domů a biskupský kostel (zásobovací sklad Patriotů a polní nemocnice). Během noci se milice přeskupily pod velením plukovníka Jedediaha Huntingtona z kontinentální armády a poté, co dorazily další milice z Connecticutu se jejich počet zvýšil asi na 500 mužů. Dorazily také milice ze sousedního Dutchess County ze státu New York pod velením plukovníka Henryho Ludingtona. Tato spojená síla neustálými útoky ztěžovala cestu Britů na jih. Připomínalo to britský ústup z bitvy u Concordu na začátku války. Zezadu, ukryta za vhodnými kamennými zdmi, stromy a budovami milice neustále střílela na Brity, mířící k pláži Compo.

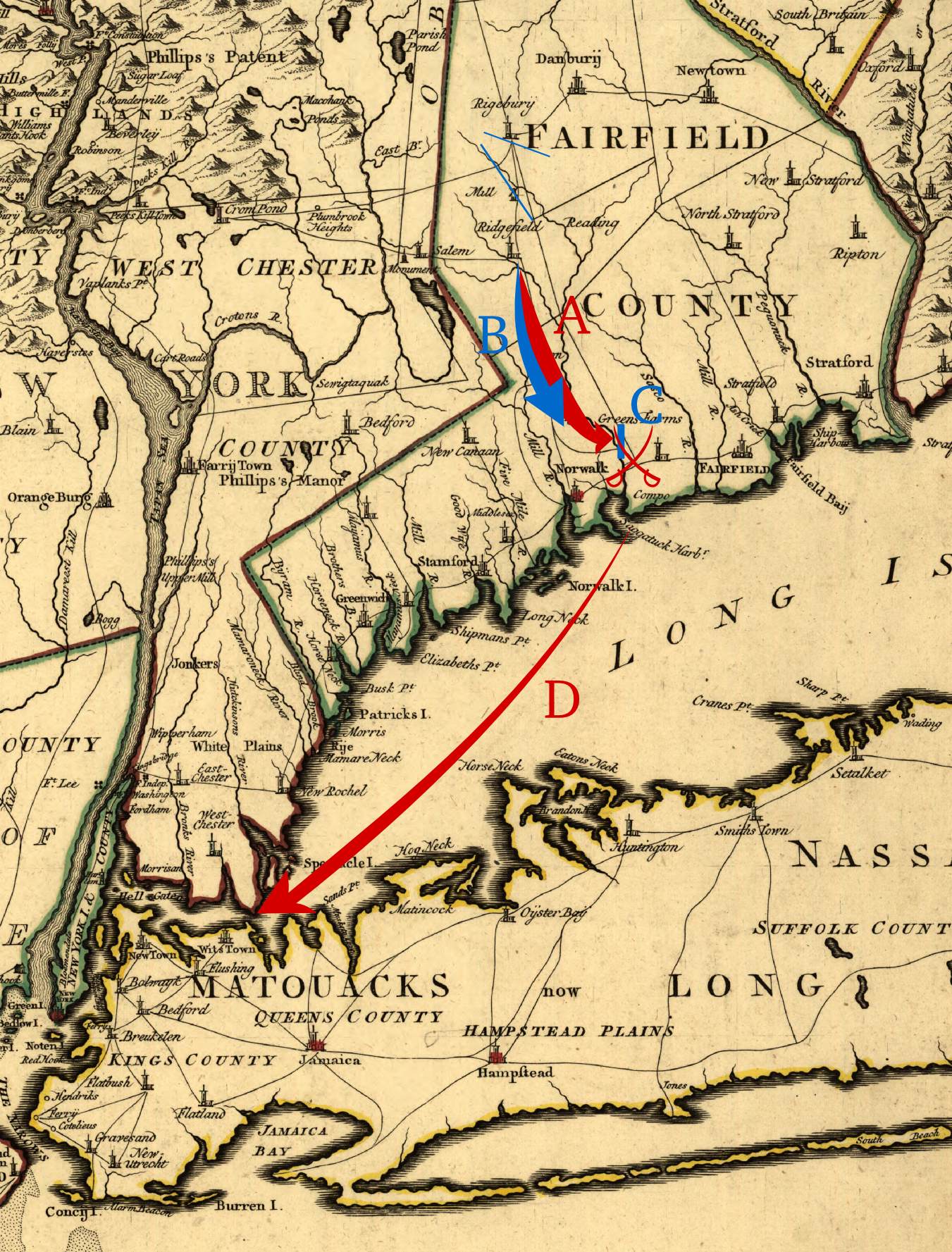
Mapa z roku 1780 upravená tak, aby ukazovala pohyby po bitvě v Ridgefieldu:
A: Britský přesun k pláži
B: Americký pohyb při pronásledování a útoku na Brity
C: Arnoldova pozice, pokus zablokovat Britům návrat na pláž
D: Britové se vracejí do New Yorku

Mezitím generál Arnold shromáždil asi 500 mužů včetně jednotky kontinentálního dělostřelectva vedené plukovníkem Johnem Lambem. Arnold zaujal postavení na kopci Compo Hill, odkud mohl ovládat cestu vedoucí přes řeku Saugatuck směrem k pláži, a čekal, až dorazí Britové. Tryon přecházející přes řeku Saugatuck se dostal nad Arnoldovu pozici. To přimělo Arnolda a milice, nyní vedené generálem Sillimanem, aby se pokusili o obklíčení Britů ještě než dorazí na pláž. Nicméně, rychle pochodující Britové se spojili s čerstvými silami mariňáků, kteří se vylodili a poskytovali nyní krytí pro nalodění. Arnold pak připravil svou sílu k útoku na Brity, ale dobře načasovaný bajonetový útok Erskinových mužů narušil pokus Arnolda shromáždit americké jednotky i přes podporu Lambova dělostřelectva. Během potyčky byl zraněn i druhý kůň generála Arnolda a také generál Lamb byl zraněn. Britové se úspěšně nalodili a vypluli do New Yorku.
Oficiální britská zpráva uvádí 26 zabitých, 117 zraněných a 29 nezvěstných. Pennsylvania Journal informoval 14. května 1777, že britské ztráty byly 14 mrtvých vojáků, z toho 10 důstojníků a 80 mužů bylo zraněno. New York Gazette z 19. května 1777 zveřejnil, že Patrioté uvádějí 40 britských zajatců. Douglas Southall Freeman uvádí britské ztráty takto: 154 mrtvých či zraněných.
Američané údajně měli asi 20 zabitých, raněných mezi 40 a 80, ačkoli Britové ve svých zprávách tvrdili, že bylo zabito více než 100 Američanů a více než 250 bylo zraněno. Také nesprávně hlásili, že plukovník Lamb byl zabit; jeho zranění byla natolik vážná, že se na poli zdál být mrtvý.

## Následky
Ačkoli Tryonův útok na Danbury a akce v Ridgefieldu byly taktické britské úspěchy, odpor amerických sil a následný nárůst amerických vojenských akcí v této oblasti odradil Brity od opětovného pokusu o přistání lodí a útoku na vnitrozemské koloniální pevnosti během války. Britové už nikdy nevedli vojenské operace ve vnitrozemí Connecticutu, navzdory strategickému významu západního Connecticutu při zajišťování údolí řeky Hudson.

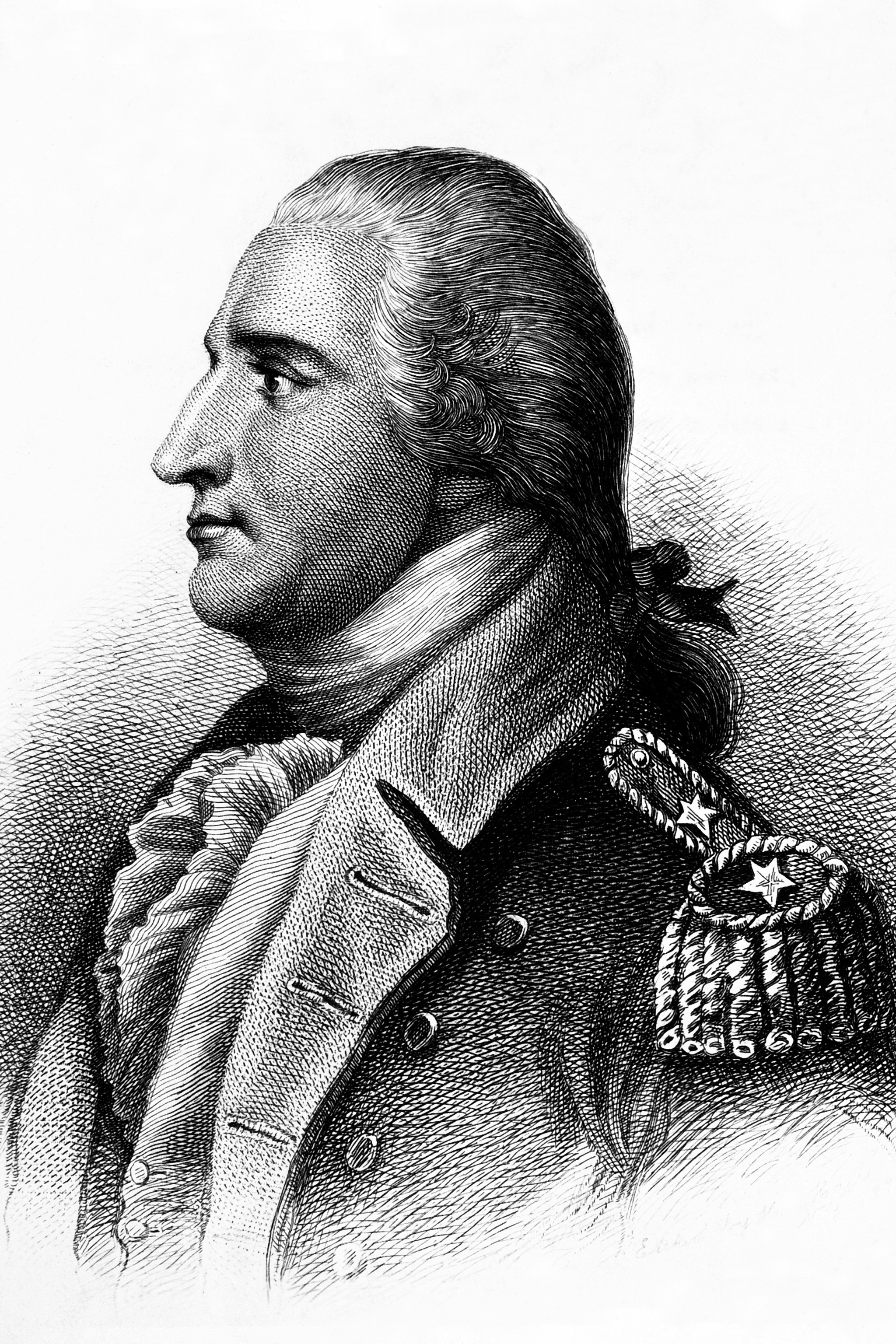
Generál Benedict Arnold
Kopie rytiny H. B. Halla od Johna Trumbulla

Britové zničili nejméně 19 domů a 22 obchodů a dvorů, spolu s mnoha vojenskými a zdravotnickými potřebami. Město odhadlo, že expedice způsobila škody více než 16 000 liber, a předložila Kongresu žádosti o náhradu škody. Kongres vydal vybraným městům náhradu ve výši 500 liber. Další žádosti byly podány k General Assembly v 1787, což bylo řešeno přidělením kraje Ohio Country, nyní zahrnuje Sandusky, Ohio.
Po britském útoku došlo v oblasti ke zvýšené podpoře Patriotů, čímž se popřel krátkodobý zisk Tryona v boji proti americkým vlastencům na území, které bylo dříve neutrální. Brzy poté, co Tryon odplul od pláže Compo, se ke Connecticut Army of Reserve, Connecticutské armádě připojilo přibližně 3 000 občanů. V květnu vedl plukovník Jonathan Meigs odvetný útok na britské pozice v přístavu Sag Harbor v New Yorku. Connecticut později poslal kavalérii a dva pluky na pomoc generálmajorovi Horatio Gatesovi a podílel se tak na porážce generálporučíka Johna Burgoyna v důležitých bitvách u Saratoga v září a říjnu 1777. Poslal milici také na pomoc při obraně Hudsonu a Peekskillu. Tryon znovu napadl Connecticut v roce 1779, ale expedice byla omezena na přístavní města. Poslední hlavní útočnou výpravu, kterou provedli Britové, ironicky vedl Benedikt Arnold poté, co trpěl údajným nedostatkem uznání a po tajném vyjednávání s Brity změnil strany.
Benedikt Arnold byl za úlohu v této bitvě odměněn. Po návštěvě své rodiny v New Haven měl v plánu odcestovat do Filadelfie a tam na druhém kontinentálnímu kongresu protestovat proti povyšování jiných, mladších důstojníků do vyšších funkcí než má on. Proto jako uznání za jeho roli v Ridgefieldu byl povýšen na generálmajora, ačkoli jeho nadřízenost nad těmito důstojníky nebyla obnovena. Arnoldovo postavení bylo obnoveno po jeho důležitých příspěvcích k úspěchu u Saratogy.

## Sybil Ludington
Sybil Ludington byla šestnáctiletá dcera plukovníka Henryho Ludingtona, který před bitvou významně podporoval Patrioty. Do jeho domu v Ludingtonu dorazil vyčerpaný posel se zprávou o britském útoku na Danbury. Sybil se odvážně rozhodla projet krajem a oznámit zprávu všem místním milicím. Její jízda je srovnatelná s jízdou, kterou podnikl Paul Revere, před bitvou u Lexingtonu a Concordu. Projela více než 40 km (64 km) deštivou nocí, upozornila Patrioty na situaci v Danbury a úspěšně se vyhnula Loyalistům. Ludingtonovi muži dorazili příliš pozdě na to, aby pomohli přímo v Ridgefieldu, ale tvořili část síly, která obtěžovala Brity při jejich návratu na pláž.

## Odkaz

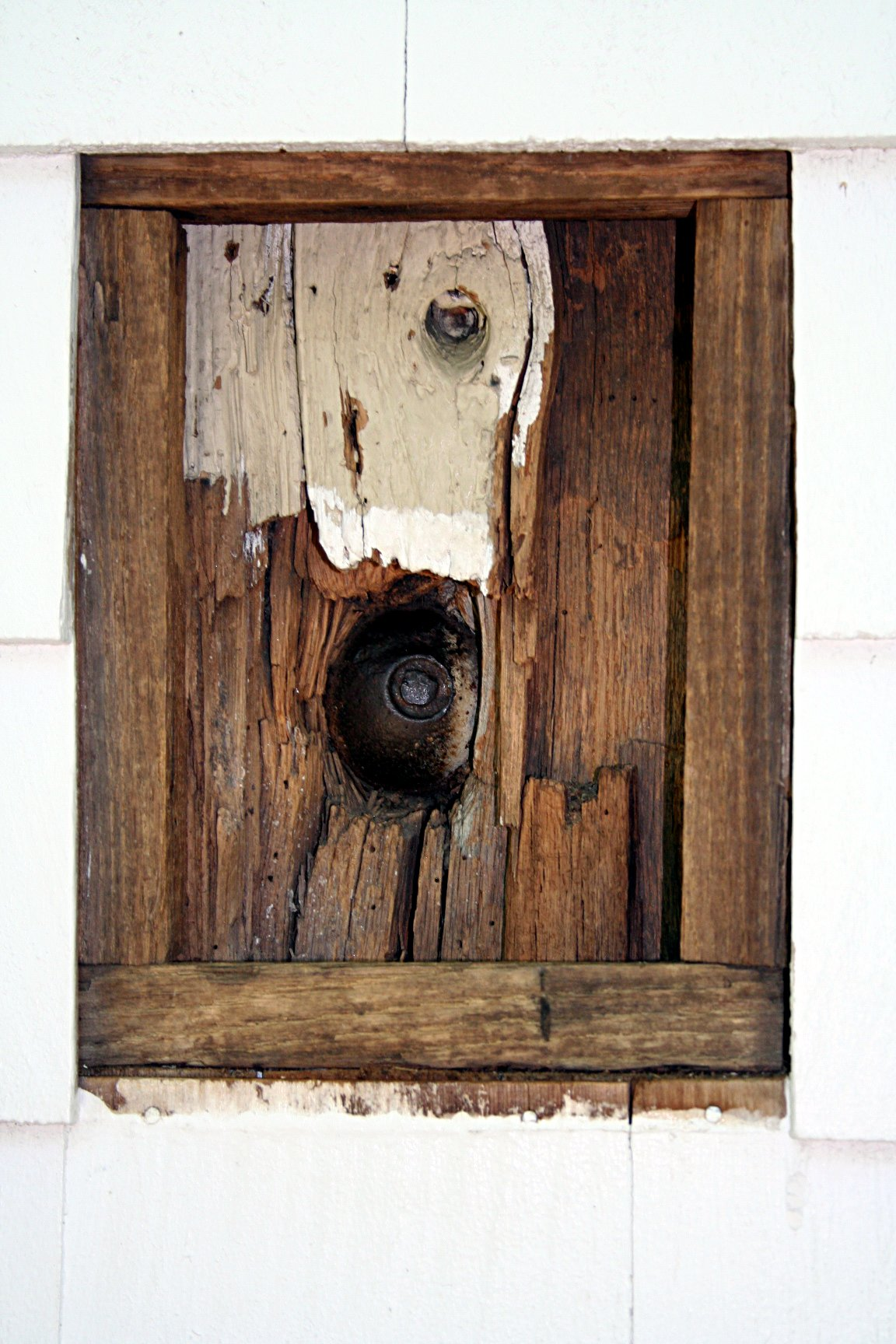
Britská dělová koule vystavená na zdi budovy Keeler Tavern

Od začátku roku 1877 si obyvatelé Ridgefieldu připomínají výročí bitvy nějakou formou obřadu každých 25 let. Guvernér Connecticutu Phineas C. Lounsbury uspořádal celodenní oslavu ve svém sídle na Town Street. Při příležitosti 150. výročí bitvy v roce 1927 byla vydána publikace History of Ridgefield George Lousburyho. 200. výročí bylo spojeno s dvousetletým založením Spojených států. Oslavy 225. výročí zahrnovaly opětovné uznání bitvy, pro které byly části městské ulice (nyní hlavní ulice) pokryty špínou kvůli autentičnosti.

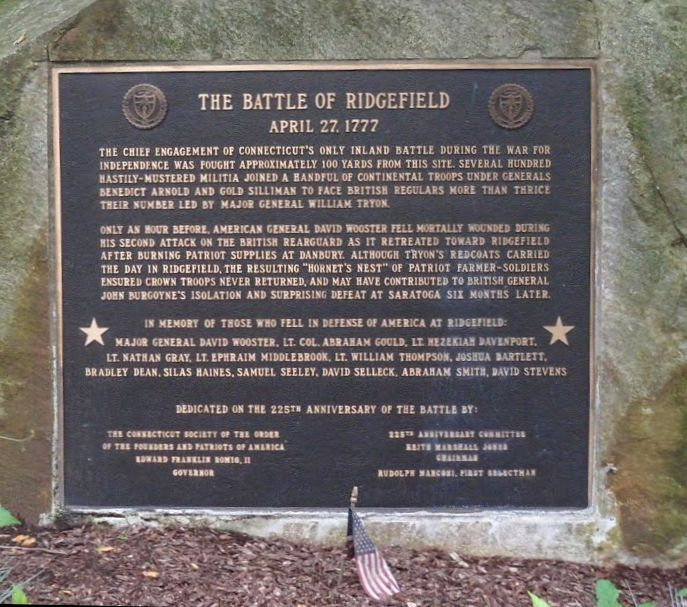
Pamětní deska bitvy u Ridgefieldu

V roce 1854 byl v Ridgefieldu postaven pomník na počest Davida Woostera. Restaurace Keeler Tavern je nyní místním muzeem, s britskou dělovou koulí vystavenou na boku budovy. Památná místa bitvy jsou označena, včetně místa, kde byl David Wooster smrtelně zraněn či kde pod generálem Benedictem Arnoldem padl jeho kůň.
Kamenná značka blízko místa barikády označuje místo, kde byli společně pohřbeni dva Patrioti a britští vojáci. V New Haven bylo náměstí pojmenováno po generálu Davidu Woosterovi, jeho jméno nese i ulice Wooster Street.